# 準王
準王（韓語：준왕，?—?），名叫箕準，子姓。是古朝鲜之箕子朝鲜宗统王子，箕子朝鲜的末代王，他在古朝鲜的王位被卫氏朝鲜的建立者卫满所取代。起初，前195年，燕人卫满东渡浿水，準王封卫满为西部将军。大约在前194年到前180年之间，卫满起兵推翻了準王的统治。準王逃到了朝鲜半岛南部的马韩。在今大韓民国全羅北道益山市重新建立统治，自称韩王。传说準王的马韩最后亡于温祚王的百济。
也有观点认为，準王逃亡马韩部落建立的国家被称为辰国，其地理位置也大体相当。

## 附注
1. ↑  《后汉书·卷85》：初，朝鲜王準为卫满所破，乃将其余觿数千人走入海，攻马韩，破之，自立为韩王。準后灭绝，马韩人复自立为辰王。